# Aqua disco
 (novembre 2008).
Si vous disposez d'ouvrages ou d'articles de référence ou si vous connaissez des sites web de qualité traitant du thème abordé ici, merci de compléter l'article en donnant les références utiles à sa vérifiabilité et en les liant à la section « Notes et références ».
L'Aqua Disco est un mouvement artistique et culturel apparu à Miami dans les années 1980, qui mêle l'art déco, l'esthétique de l'eau et le disco. 
En 2007, le lac d'Aix-les-Bains est devenue le premier lac d'Aqua Disco et la seconde place des nuits disco en France, derrière Nice.